# Estació de Benicarló-Peníscola
Benicarló-Peníscola és una estació de la Línia 50 de Mitjana Distància Renfe del País Valencià situada al nord-oest del nucli urbà de Benicarló, a la comarca del Baix Maestrat. A més de regionals, també paren gran part dels trens de Llarga Distància que circulen per aquesta estació com Talgo o Alvia.
L'estació es troba en el punt quilomètric 140,8 de la línia fèrria d'ample ibèric que uneix València amb Sant Vicenç de Calders a 23,89 metres d'altitud.

## Història
L'estació va ser inaugurada el 12 de març de 1865 amb l'obertura del tram Benicàssim-Ulldecona de la línia que pretenia unir València amb Tarragona.
Les obres van estar a càrrec de la Societat dels Ferrocarrils d'Almansa a València i Tarragona (AVT), que prèviament i sota altres noms havia aconseguit unir València amb Almansa. En 1889, la mort de José Campo Pérez, principal impulsor de la companyia, va abocar a la mateixa a una fusió amb Nord. En 1941, després de la nacionalització del ferrocarril a Espanya, l'estació va passar a ser gestionada per RENFE. L'estació rebia el nom de ''Benicarló'' (municipi en el qual realment es troba) fins que es va procedir al tancament de l'estació de Peníscola per un canvi en el traçat ferroviari i es va canviar per ''Benicarló-Peníscola'' per a fer callar les queixes veïnals.
Des del 31 de desembre de 2004 Renfe explota la línia, mentre que Adif és la titular de les instal·lacions ferroviàries.

## Distribució de les vies
L'estació posseeix tres vies, dues d'elles passants (via 1 direcció València i via 2 direcció Barcelona), i la via 3 s'utilitza com apartader.
| 1 | Trens de Mitjana Distància > València Nord Alaris > València Nord / Alacant Talgo > Murcia del Carmen / Llorca Sutullena i Sevilla-Santa Justa |
| 2 | Trens de Mitjana Distància > Ulldecona-Alcanar / Tortosa / Estació de França Talgo > Barcelona Sants                                           |

## Serveis ferroviaris

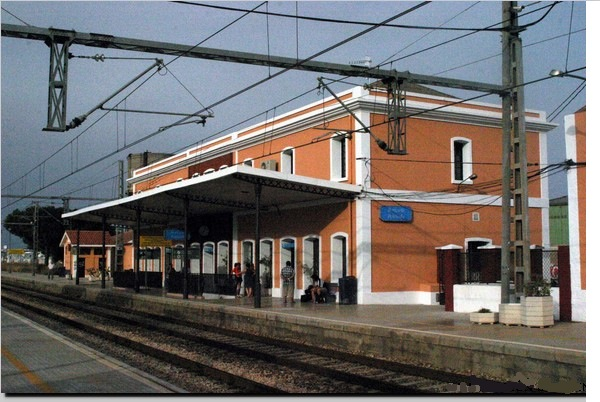
Marquesina de l'Estació de Benicarló-Peníscola

En els serveis de llarga distància compta amb parades de trens de llarga distància Intercity, Alvia i Talgo, del servei Talgo un tren diari per sentit, del servei Intercity dos trens diaris amb un tren des de València i un altre des d'Alacant i de l'altre servei Intercity dos trens diaris per sentit, una destinació Sevilla i una altra destinació Màlaga.
En els serveis de mitjana distància, l'estació compta amb parada dels trens de mitjana distància de la línia 50 amb tres trens diaris, un València-Barcelona i dos València-Tortosa, a més els divendres circula un regional linx extra que realitza el recorregut Ulldecona-València en direcció Ulldecona, i els diumenges cap a València, operat aquest regional linx amb trens de la sèrie 447 de rodalia. El 2017, segons una resposta parlamentària, es van vendre 57.100 bitllets en serveis comercials i de mitja distància, el que la converteix en l'estació més important en volum del Maestrat, seguida de la Vinaròs amb 47.900.
| Procedència/Destinació     | <                | Línia         | >                    | Procedència/Destinació              |
| -------------------------- | ---------------- | ------------- | -------------------- | ----------------------------------- |
| Mitjana Distància de Renfe |                  |               |                      |                                     |
| València-Nord              | Alcalà de Xivert | L7            | Vinaròs              | Tortosa Barcelona-Estació de França |
| Llarg Recorregut de Renfe  |                  |               |                      |                                     |
| Barcelona-Sants            | Vinaròs          | Intercity     | Orpesa               | València-Nord Alacant-Terminal      |
| Barcelona-Sants            | Vinaròs          | Torre del Oro | Castelló de la Plana | Sevilla-Santa Justa Cadis           |
| (inici)                    | Vinaròs          | Alvia         | Orpesa               | Gijón                               |
| Barcelona-Sants            | Vinaròs          | Talgo         | Orpesa               | Múrcia del Carmen                   |
| Barcelona-Sants            | Vinaròs          | Talgo         | Benicàssim           | València Joaquim Sorolla            |

### Rodalia
Forma part de la línia ER02, que en la pràctica funciona com una prolongació de la línia C-6 de Rodalia València des del 12 de novembre de 2018.
En aquesta estació es detenen 12 trens per dia de dilluns a divendres i 9 fi de setmanes i festius entre València Nord i Vinaròs. D'ells, quatre trens són servei compartit amb Regional-Exprés amb destinació final o origen en Tortosa o Barcelona-Estació de França, per la qual cosa no paren en totes les estacions de recorregut.
| procedència/destinació                    | < estació        | Línia | estació > | destinació/procedència |
| ----------------------------------------- | ---------------- | ----- | --------- | ---------------------- |
| Castelló de la Plana fins a València-Nord | Alcalà de Xivert |       | Vinaròs   | Vinaròs                |

## Connexions
L'estació compta amb una parada de taxi, així com connexions amb els autobusos urbans de Peníscola i Benicarló. Aquests són operats per Autos Mediterráneo durant tot l'any, encara que només realitzen parada a l'estació (que fa de parada terminal) en temporada estival. Surten amb una freqüència de 30 minuts i tenen com a destí Peníscola.